# Дзьобова акула птаходзьоба
Дзьобова акула птаходзьоба (Deania calcea) — акула з роду Дзьобова акула родини Ковтаючі акули.

## Опис
Загальна довжина у самців досягає 1,1, у самиць — 1,22 м. Морда має лопатоподібну форму. Унікальний ніс цих акул є «сховищем» різних рецепторів органів чуття. Очі великі. Зуби маленькі, ріжущі, які допомагають їй знайти і схопити здобич на глибині. Спинних плавця два, на кожному є по невеликому шипу. Анальний плавець відсутній. Забарвлення темно-сіре, черево світліше.

## Спосіб життя
Тримається на дні, на зовнішніх материкових схилах, на глибинах від 73 м до 1500 м. Живиться донними костистими рибами та креветками й крабами.
Це яйцеживородна акула. Самиця народжує 6-12 акуленят.
Для людини безпечна, але слід поводитися з обережністю через шипів.

## Розповсюдження
Мешкає біля о. Хонсю (Японія), Тайваню, південної Австралії та Нової Зеландії, Чилі. В Атлантичному океані: від Ісландії до Сенегалу, біля Анголи, Намібії та ПАР.